# Cerodontha unisetiorbita
Cerodontha unisetiorbita är en tvåvingeart som beskrevs av Zlobin 1993. Cerodontha unisetiorbita ingår i släktet Cerodontha och familjen minerarflugor. Inga underarter finns listade i Catalogue of Life.